# Leucoptera lathyrifoliella
Leucoptera lathyrifoliella is een vlinder uit de familie sneeuwmotten (Lyonetiidae). De wetenschappelijke naam is voor het eerst geldig gepubliceerd in 1866 door Stainton.
De soort komt voor in Europa.